# La scacchiera
La scacchiera (The Squares of the City) è un romanzo thriller fantascientifico del 1965 di John Brunner che ha per tema gli scacchi.
La storia è costruita basandosi su una celebre partita a scacchi giocata da Wilhelm Steinitz e Mikhail Chigorin, all'Havana, nel 1892. Ogni mossa della partita ha il suo corrispettivo nella storia del romanzo. Esplora i messaggi subliminali come strumenti di condizionamento politico. Tra le opere di Brunner è quella che presenta un'elaborazione cognitiva e di stile narrativo migliori, rispetto a gli ulteriori e più noti -nella cultura di massa- suoi romanzi,  di taglio sociologico, vincitori di famosi premi letterari.
C'è però da rilevare come nella traduzione italiana delle prime edizioni, alcuni tagli apportati rendano impossibile ricreare per intero la partita scacchistica.
Il romanzo è stato pubblicato in italiano per la prima volta il 20 aprile 1969 nella collana fantascientifica Urania (n. 512) e in seguito ristampato tre volte.

## Personaggi
| Simbolo | Pezzo             | Nome                 | Ruolo                                                 |
| ------- | ----------------- | -------------------- | ----------------------------------------------------- |
|         | Torre (scacchi)   | Vescovo Cruz         | Vescovo cattolico                                     |
|         | Cavallo (scacchi) | Luis Arrio           | Presidente partito opposizione                        |
|         | Alfiere (scacchi) | Giudice Romero       | Giudice corte suprema                                 |
|         | Regina (scacchi)  | Alejandro Mayor      | Ministro informazione e comunicazione                 |
|         | Re (scacchi)      | Juan Sebastian Vados | Fondatore e politico della città di Vados             |
|         | Alfiere (scacchi) | Donald Angers        | Ministro                                              |
|         | Cavallo (scacchi) | Boyd Daniel Hakluyt  | Protagonista e ingegnere urbanistico                  |
|         | Torre (scacchi)   | Professor Cortés     | Esperto di urbanistica                                |
|         | Pedone (scacchi)  | Estrelita Jaliscos   | Ricca donna                                           |
|         | Pedone (scacchi)  | Dr. Alonzo Ruiz      | Dottore                                               |
|         | Pedone (scacchi)  | Nicky Caldwell       | Direttore ufficio igiene                              |
|         | Pedone (scacchi)  | Andres Lucas         | Segretario del partito civico                         |
|         | Pedone (scacchi)  | Mario Guerrero       | Presidente in carica e fondatore della città di Vados |
|         | Pedone (scacchi)  | Seixas               | Ministro                                              |
|         | Pedone (scacchi)  | Isabella Cortés      | Ragazza dalla dubbia fama                             |
|         | Pedone (scacchi)  | Enrique Rioco        | Regista televisivo                                    |
|         | Torre (scacchi)   | general Molinas      | Generale delle forze armate                           |
|         | Cavallo (scacchi) | Maria Pasador        | Finanziatrice del giornale di opposizione Tiempos     |
|         | Alfiere (scacchi) | José Dalban          | Ricco uomo d’affari                                   |
|         | Re (scacchi)      | Estebàn Diaz         | Ministro                                              |
|         | Regina (scacchi)  | Cristoforo Mendoza   | Capo redattore del Tiempos, fratello di Felipe        |
|         | Alfiere (scacchi) | Felipe Mendoza       | Capo redattore del Tiempos, fratello di Crtistoforo   |
|         | Cavallo (scacchi) | Miguel Dominguez     | Avvocato                                              |
|         | Torre (scacchi)   | Tomas O’Rourke       | Capo della polizia                                    |
|         | Pedone (scacchi)  | Fernando Sigueiras   | Proprietario di una parte della città                 |
|         | Pedone (scacchi)  | Ciccio Brown         | Avvocato                                              |
|         | Pedone (scacchi)  | Pedro Murieta        | Editore                                               |
|         | Pedone (scacchi)  | Sam Francis          | Sovillatore del partito di opposizione                |
|         | Pedone (scacchi)  | Juan Tezol           | Agitatore                                             |
|         | Pedone (scacchi)  | Guzman               | Sergente di polizia                                   |
|         | Pedone (scacchi)  | Castaldo             | Ministro                                              |
|         | Pedone (scacchi)  | Gonzales             |                                                       |

## Edizioni
- John Brunner, The Squares of the City, 1965.
- John Brunner, La scacchiera, collana Urania n° 512, Arnoldo Mondadori Editore, 1969,  p. 250.
- John Brunner, La scacchiera, collana Urania n° 799, Arnoldo Mondadori Editore, 1979.
- John Brunner, La scacchiera, collana Urania collezione n° 155, Arnoldo Mondadori Editore, 2015.